# Мой кровавый Валентин (фильм, 1981)
«Мой крова́вый Валенти́н» (англ. My Bloody Valentine) — канадский слэшер режиссёра Джорджа Михалки. Премьера фильма состоялась 11 февраля 1981 года. Несмотря на кассовый провал фильма, впоследствии он стал культовой классикой жанра и получил положительные отзывы критиков.

## Сюжет
В шахте женщина снимает снаряжение перед другим шахтёром. Когда она выполняет стриптиз, шахтёр протыкает её киркой.
Мэр Ханнигер из горного города Валентин Блафс восстанавливает традиционный праздник День святого Валентина, празднование которого ранее было приостановлено на двадцать лет. Это произошло после аварии, когда два наблюдателя оставили несколько шахтёров в шахтах, чтобы присутствовать на вечеринке. Поскольку они забыли проверить уровень метанового газа, произошёл взрыв, которым завалило шахтёров. Гарри Уорден, единственный оставшийся в живых, прибегнул к каннибализму, чтобы выжить, но сошёл с ума. Позднее он убил двух надзирателей, которые оставили их там, и поклялся продолжить нападения, если празднование Дня святого Валентина возобновится. Шахтёр-маньяк был помещён в лечебницу, а авария была забыта, поэтому празднование продолжилось.
Гретхен, Дэйв, Холлис, Пэтти, Сильвия, Говард, Майк, Джон, Томми и Харриет готовятся к празднику. Сара, Аксель и Том участвуют в напряжённом любовном треугольнике.
Мэр Ханнигер и начальник полиции города Джейк Ньюби получают анонимную коробку шоколадных конфет, содержащих человеческое сердце, и записку, предупреждающую, что убийства начнутся, если вечеринка всё таки состоится. В тот же вечер убивают возлюбленную шерифа Мейбл, а её сердце удаляют. Ньюби публично сообщает, что она умерла от сердечного приступа, чтобы предотвратить панику. Он связывается с психиатрическим учреждением, где Гарри Уорден был заключен, но у них не находятся записей о нём. Ханнигер и Ньюби отменяют вечеринку, но молодёжь города решила провести свою вечеринку у шахты. Бармен предупреждает их об опасности этого, но позднее сам становится жертвой шахтёра.
На вечеринке шахтёр жестоко убивает Дэйва и Сильвию. Оставшиеся в живых в панике покидают местность у шахты и сообщают о случившемся в полицию. Ньюби вызывает подмогу, чтобы спасти оставшуюся молодёжь, спустившихся в саму шахту. Шахтёр-маньяк проталкивает большое сверло через Майка и Харриет и стреляет в голову Холлису. В ужасе Говард убегает, оставляя двух девушек. Объединившись с Акселем и Томом, они вчетвером пытаются подняться с помощью лестницы, но обнаруживают мёртвого обезглавленного Говарда и спускаются обратно.
В попытке сбежать Аксель и Пэтти убиты шахтёром. Маньяк продолжает преследовать Тома и Сару, с которыми разворачивается сражение. Шахтёром-маньяком оказывается Аксель, который подделал свою кончину. Воспоминание показывает, что отец Акселя был одним из тех надзирателей шахты, что ушёл, оставив коллег погибать. В детстве Аксель был свидетелем того, как Гарри Уорден убил его отца, что стало для мальчика психологической травмой. Туннель начинает рушиться в ходе боя, и Аксель остаётся погребённым под обвалом. Ньюби и добровольцы прибывают, чтобы спасти Тома и Сару. Выяснилось, что Гарри Уорден умер пять лет назад. Сара и Том слышат, как спасатель кричит, что Аксель жив и мчатся обратно. Сара видит обезумевшего Акселя, освобождающегося от обломков, ампутируя свою руку. Он глубже проникает в рудник, выкрикивая угрозы убить всех в городе и бормоча о том, что Сара является его «кровавой Валентиной». Фильм заканчивается маниакальным смехом.

## В ролях
| Актёр             | Роль                |
| ----------------- | ------------------- |
| Пол Келман        | Том Джесси          |
| Лори Хэллир       | Сара Мерсер         |
| Нил Аффлек        | Аксель Палмер       |
| Синтия Дэйл       | Патти               |
| Дон Фрэнкс        | шеф Джейк Ньюби     |
| Кит Найт          | Холлис              |
| Альф Хамфриз      | Говард Ландерс      |
| Терри Уотерлэнд   | Харриет             |
| Томас Ковач       | Майк Ставински      |
| Хелен Уди         | Сильвия             |
| Роб Стейн         | Джон                |
| Патриция Хэмилтон | Мэйбл Осборн        |
| Джина Дик         | Грэтхен             |
| Ларри Рейнольдс   | мэр Ханнигер        |
| Карл Маротт       | Дэйв                |
| Джим Мерчинсон    | Томми Уиткомб       |
| Джек Ван Эвера    | бармен              |
| Питер Каупер      | Гарри Уорден шахтёр |

## Производство
Режиссёру Джорджу Михалке было предложено срежиссировать слэшер в середине 1980 года, и после того, как Михалка согласился, Джон Бейярд был нанят для написания сценария.
Фильм изначально назывался «Секрет». Тем не менее, производители решили изменить его на «Мой кровавый Валентин», явным образом ссылаясь к тенденции праздничного серийного убийцы.

### Съёмки
Съёмки стартовали в сентябре 1980 года в Сиднейских рудниках в Новой Шотландии, где, по мнению Джорджа Михалки, была идеальная для данного фильма деревенская атмосфера. В качестве шахты была выбрана шахта «Принцесс-Колльери», которая была закрыта в 1975 году. Бюджет составлял около 2,3 миллионов долларов. Съёмки были завершены в ноябре того же года.
Когда местные жители узнали о готовящихся съёмках, то они сами за 50 000 долларов отремонтировали шахту, чтобы сделать её более презентабельной, тем самым разрушив тёмную атмосферу, которая убедила производственную компанию до этого снимать фильм там. В итоге 75 000 долларов из бюджета фильма были потрачены на то, чтобы вернуть шахту в её первоначальное состояние.
Самыми сложными были съёмки сцен в самой шахте. Съёмки проходили на глубине 2700 футов (820 метров) и из-за ограниченного пространства в лифтах требовался целый час, чтобы доставить всю съёмочную группу на съёмочные площадки. Кроме того, из-за уровня метана можно было использовать только определённые осветительные приборы.
Личность убийцы не раскрывалась актёрам до тех пор, пока не настало время снимать кульминацию. Однако Нил Аффлек утверждал, что догадался обо всём, когда после утверждения на роль его отправили к команде по спецэффектам, где ему сделали муляж оторванной в финале руки. После съёмок Аффлек сумел забрать себе на память шахтёрский шлем из своего киношного гардероба.

## Критика
На агрегаторе рецензий Rotten Tomatoes рейтинг одобрения составляет 58% на основе 26 обзоров со средней оценкой 5,7 из 10.
После выхода фильм критиковали за избыточное изображение насилия и крови. Брюс Бейли из Montreal Gazette отметил, что у фильма «неуклюжий сценарий» и добавил: «Все, что действительно примечательно в „Моём кровавом Валентине“, так это то, что он дает большое количество убийств на галлон попкорна». Том Бакли из The New York Times поддержал аналогичное мнение, написав: «„Мой кровавый Валентин“, вероятно, не заставит вас дрожать от испуга, но почти наверняка заставит вас извиваться сначала от раздражения, а затем от отвращения». Эрнест Леогранде из New York Daily News отметил, что фильм имеет сходство с другими слэшерами того времени, отметив: «Подобные фильмы созданы для того, чтобы заставить вас прыгать, кричать, закрывать глаза и с ликованием говорить о том, на какую безвкусицу способны создатели фильма».